# Craig Thomas
Craig Lyle Thomas (Cody, 17 de fevereiro de 1933 — Bethesda, 4 de junho de 2007) foi um político norte-americano que serviu por quase doze anos e meio como senador republicano pelo Wyoming. No Senado, Thomas era considerado um perito em Agricultura e desenvolvimento rural. Serviu em posições-chave em várias agências estaduais, incluindo um longo mandato como vice-presidente do Gabinete da Agricultura Wyoming entre 1965 e 1974. Thomas residiu em Casper durante vinte e oito anos. Em 1984, foi eleito por Casper para a Casa dos Representantes do Wyoming (Parlamento Estadual), na qual serviu até 1989.

## Biografia
Em 1989, Dick Cheney, que ocupava o único assento pelo Wyoming na Casa dos Representante dos Estados Unidos, resignou para se tornar Secretário da Defesa United. Thomas tornou-se candidato Republicano para suceder a Cheney e venceu, em Abril desse ano. Foi reeleito em 1990 e 1992. Em 1994 concorreu e venceu o ligar deixado livre pelo seu companheiro Republicano conservador, Malcolm Wallop de Sheridan no Nordeste do Wyoming. Foi reeleito para o Senado em 2000 e 2006, tendo batido facilmente os candidatos Democratas em ambas as eleições com margens de pelo menos 70 por cento ou mais.
Thomas foi casado com Susan Roberts, a qual ele conheceu em Casper. Ela é professora numa escola pública para estudantes com necessidades especiais em Arlington, Virginia. Tiveram três filhos, Peter, Patrick e Greg, uma filha, Lexie, e nove netos.
Craig Thomas nasceu e foi criado em Cody, Wyoming, localizado no Park County, no Noroeste do Wyoming, a cerca de cinquenta milhas do Yellowstone National Park. Os seus pais eram professores em escolas públicas que exploravam um negócio de turismo de habitação, nas proximidades de Yellowstone, durante o Verão. Os interesses da família no turismo levaram Thomas a adquirir um pequeno hotel, mais tarde, em Torrington, Wyoming.
Formou-se pela Universidade do Wyoming, em Laramie, com um grau em pecuária. depois disso, serviu como oficial nos United States Marine Corps entre 1955 e 1959; chegou ao posto de Capitão.
Em acumulação com o seu trabalho no Gabinete da Agricultura, foi administrador geral da Rural Electrification Administration do Wyoming. Depois de cinco anos na Casa dos Representantes do Wyoming, Thomas venceu umas eleições especiais para substituir Dick Cheney como único membro da Casa dos Representantes dos Estados Unidos pelo Wyoming; foi reeleito para esse lugar em 1990 e 1992. Em 1994, concorreu para o Senado dos Estados Unidos e venceu, defrontando o popular Governador Democrata, Mike Sullivan por 20 pontos percentuais. Foi reeleito em 2000 com uma maioria de 74 por cento, uma das maiores margens na história das eleições no Wyoming. Em 2006 foi reeleito para um terceiro mandato com 70 por cento dos votos, apesar do Governador Democrata, Dave Freudenthal, ter quase vencido com a mesma margem de 70 por cento.
Como Presidente do National Parks Subcommittee, Thomas produziu legislação para providenciar financiamento e reformas de gestão para proteger o Sistema de Parques Nacionais no Século XXI. Por esta e outras legislações relevantes, Thomas foi honrado pelos Parques Nacionais e Associação de Conservação com o seu William Penn Mott, Jr., Park Leadership Award, assim como com o National Parks Achievement Award. Como membro sénior do influente Comité Financeiro do Senado dos Estados Unidos, Thomas esteve envolvido em problemas tais como a Segurança Social, comércio, cuidados de saúde rurais e reforma fiscal. Como co-presidente do Senate Rural Health Caucus, o senador Thomas trabalhou em legislação para melhorar as oportunidades de cuidados de saúde para famílias rurais.

## Doença e morte
Thomas deu entrada no hospital pouco tempo antes das eleições de Novembro de 2006 e foi tratado inicialmente por pneumonia. Dois dias depois das eleições foi anunciado o diagnóstico de leucemia.
Iniciou imediatamente tratamento com quimioterapia, no hospital, e voltou ao trabalho em Dezembro, um mês antes do que era esperado. No início de 2007, Thomas disse que se sentia melhor do que alguma vez se sentira desde havia muito tempo, mas voltou ao hospital, para um segundo ciclo de quimioterapia, um mês depois. No dia 4 de Junho de 2007, foi anunciado que Thomas se encontrava em estado grave, lutando com uma infecção enquanto se submetia a um segundo ciclo de quimioterapia no Bethesda Naval Medical Center em Bethesda, Maryland. Thomas foi dado como morto no mesmo dia devido a complicações relacionadas com a leucemia.
Segundo a lei do Wyoming, o Governador Dave Freudenthal deve indicar um novo senador de uma lista de três indicada pelo comité central do Partido Republicano do Wyoming. Esse sucessor servirá até umas eleições especiais a realizar em 2008, com essas eleições a determinarem que fica com o lugar até ao final do mandato, que expira nas eleições de  2012.
Entre os possíveis nomeados está a "Segunda Dama" Lynne Cheney, o senador estadual John Barrasso, o Representante estadual Colin Simpson (filho do antigo senador Alan K. Simpson), o antigo oficial do Departamento de Justiça Tom Sansonetti, o promotor federal Matt Mead (neto do antigo Governador e Senador Clifford P. Hansen) e o antigo porta-voz da Casa do WyomingRandall Luthi (Luthi é actualmente director adjunto do Serviço Norte-Americano de Pescas e Vida Selvagem). Susan Thomas tem-se manifestado desinteressada em ser nomeada para substituir ao marido.
Os serviços fúnebres de Thomas realizaram-se na Igreja Metodista, em Casper, no dia 9 de Junho de 2007. Os dois líderes do Senado, o Democrata e líder da maioria Harry Reid do Nevada, e o Republicano e líder da minoria Mitch McConnell do Kentucky, encabeçaram uma delegação de cerca de vinte membros do Congresso, que foram para prestar homenagem ao senador desaparecido. O funeral de Thomas seguiu para o cemitério de Riverside, em Cody, no dia 10 de Junho de 2007.